# Dendropsophus minutus
Dendropsophus minutus är en groddjursart som först beskrevs av Peters 1872.  Dendropsophus minutus ingår i släktet Dendropsophus och familjen lövgrodor. IUCN kategoriserar arten globalt som livskraftig. Inga underarter finns listade i Catalogue of Life.